# Chiesa di San Sisinio (Galgagnano)
La chiesa di San Sisinio è la parrocchiale di Galgagnano, in provincia e diocesi di Lodi; fa parte del vicariato di Paullo-Spino d'Adda.

## Storia
La prima citazione di un luogo di culto dedicato a san Sisinio risale al 1040 ed è contenuto in un documento riguardante una permuta di beni; al 1186 risale una menzione, invece, della pieve di San Martino, anch'essa a Galgagnano.
Dall'elenco dei luoghi di culto sottoposti da parte del papato nel 1261 a una tassa si apprende che da questa pieve dipendevano le chiese Arcagna, Bisnate, Cervignano d'Adda, Muzzano, Mignete, Casolate, Tribiano e Zelo Buon Persico, a cui s'aggiungevano gli oratori di ulteriori località scomparse o non identificate con precisione
Nel Trecento la pieve cadde in disgrazia e nel 1440 l'arcipretura galgagnanese venne abolita per ordine del cardinale legato Gherardo Landriani; un secolo dopo, nel 1540, la pieve fu demolita e nel medesimo anno si provvide a restaurare la chiesa di San Sisinio.
Grazie alla Descriptio del 1619 si conosce che la parrocchiale di San Sisinio, inserita nel vicariato di Mulazzano, era sede delle confraternite del Santissimo Sacramento e della Dottrina Cristiana e aveva come filiali la chiesa di Santa Maria e gli oratori di San Martino e di San Bernardo.
9 giugno 1813 l'ingegnere Giuseppe Olcelli, dopo aver eseguito una perizia presso la chiesa, consigliò di condurre alcuni lavori di risistemazione e di messa in sicurezza, i quali vennero poi realizzati l'anno successivo.
Nel 1822 nel campanile furono installate tre campane, mentre tra il 1834 e il 1835 si provvide a dorare una statua e a restaurare altre due.
Il 26 aprile 1837 vennero approvato il progetto di ampliamento della parrocchiale; l'intervento fu poi eseguito intorno al 1840.
Nel 1892 la chiesa venne restaurata e risanato e si procedette alla ricostruzione integrale della facciata, con la realizzazione del nuovo portale, delle lesene e del timpano.

## Descrizione

### Esterno
La facciata a capanna della chiesa, rivolta a nordest, presenta centralmente il portale d'ingresso, iscritto in un arco a tutto sesto, e ai lati due finestre e due oculi ed è scandita da quattro lesene con capitelli ionici sorreggenti la trabeazione, con la scritta "Deo optimo maximo et Divo Sisinio martyri", e il timpano di forma curvilinea.
Annesso alla parrocchiale è il campanile, la cui cella presenta su ogni lato una monofora ed è coperta dal tetto a quattro falde.

### Interno
L'interno dell'edificio, coperto dal soffitto piano abbellito da dipinti, si compone di un'unica navata, sulla quale si affaccia una cappella laterale introdotta da un arco a tutto sesto, e le cui pareti sono scandite da lesene; al termine dell'aula si sviluppa il presbiterio, rialzato di un gradino, delimitato da balaustre, voltato a botte e chiuso dall'abside di forma semicircolare.